# Mas-Saintes-Puelles
Mas-Saintes-Puelles è un comune francese di 914 abitanti situato nel dipartimento dell'Aude nella regione dell'Occitania. Intorno 1189 la cittadina diede i natali al Santo fondatore dell'ordine dei Padri Mercedari, San Pietro Nolasco.

## Società

### Evoluzione demografica
Abitanti censiti